# Hasta la vista (Film)
Hasta la vista (Originaltitel: Hasta la Vista für spanisch „auf Wiedersehen“) ist ein belgisches Filmdrama mit starken Merkmalen eines Roadmovies des Regisseurs Geoffrey Enthoven aus dem Jahr 2011. Die Hauptdarsteller sind Robrecht Vanden Thoren, Gilles De Schrijver und Tom Audenaert.

## Handlung
Hasta la vista handelt von drei behinderten Mittzwanzigern aus Belgien: dem halsabwärtsgelähmten Philip, Lars mit einer Tumorkrankheit im Endstadium und dem fast blinden Jozef. Neben ihren Krankheiten kämpfen die drei auch damit, noch nie Geschlechtsverkehr gehabt zu haben. Sie beschließen deshalb auf Anraten eines Freundes, in das nordspanische Bordell „El Cielo“ zu gehen, das auf Behinderte spezialisiert ist.
Die Eltern sind zunächst einverstanden, da die Reise als Gourmet-Fahrt entlang der französischen Weinstraße getarnt wird. Dies ändert sich jedoch, als Lars’ Arzt wegen seines sich verschlimmernden Zustandes von der Reise abrät. So beschließen sie mit Hilfe Lars’ kleiner Schwester und der neuen Betreuerin Claude, die Fahrt heimlich anzutreten.
Die Abneigung Philips gegenüber der dicken Claude und die auseinandergehenden Vorstellungen sorgen während der Fahrt für starke Konflikte, wodurch sich die drei trotz ihrer offensichtlichen Hilfsnot in unfreiwillige Misslagen versetzen, die ihren Höhepunkt darin finden, dass Jozef nur durch Claudes beherztes Eingreifen vor dem Ertrinken in einem Weiher gerettet werden kann. Dieser Tiefpunkt bewirkt ein Umdenken, weswegen sich ein neues Vertrauensverhältnis zwischen der Betreuerin und den Betreuten, aber auch zwischen den Freunden untereinander bildet.
Jäh unterbrochen wird dieses Idyll jedoch von den Eltern der Behinderten, die ihre Kinder mittlerweile aufspüren konnten, aber nach heftiger Diskussion davon überzeugt werden können, dass die vier ihre Fahrt nach Spanien fortsetzen können.
Dort angekommen, werden sich die drei wieder ihrer Krankheiten bewusst: Wegen ihrer Behinderungen werden sie von spanischen Mädchen abgewiesen, und später leidet Lars merklich unter seiner fortschreitenden Krankheit, weshalb ein Näherkommen mit Reina verhindert wird. Am nächsten Tag verhindern ebendiese Ausbrüche den erfolgreichen Bordellbesuch. Dieser neue Zwist kann jedoch am nächsten Tag durch einen Glücksmoment für alle drei gestillt werden: Philip und Lars erfahren endlich ihr erstes Mal im Bordell, Jozef bleibt zurück und erfährt die Zuneigung Claudes.
Nach diesen Erfahrungen fahren die drei zurück, um noch einmal das Glück des Zeltens zu erfahren. Lars stirbt an den Folgen seiner Krankheit am Meer. Claude und Jozef bleiben gemeinsam in Spanien zurück. Philip fliegt glücklich zurück.

## Hintergrund
Hintergrund war eine reale Begebenheit, die in der BBC-Doku „ForOneNightOnly“ aufgegriffen wurde: Asta Philpot, der den Großteil seines Körpers nicht bewegen kann, machte sich mit zwei anderen Behinderten zu besagtem Puff auf.
Laut Presseheft hat der Regisseur rund 1,5 Jahre nach passenden Hauptdarstellern gesucht, aber sich schließlich für nicht behinderte Schauspieler entschieden.

## Kritik
Kritiken loben vor allem die Authentizität, mit der Enthoven die Figuren beschreibt. So wird von Menschen gesprochen, „die eine ganze Portion Last zu tragen haben, die gegen ihre Krankheiten kämpfen und mit ihnen zurechtzukommen versuchen, und dass dies nicht immer einfach ist. Und auch die nicht-behinderten Menschen, Figuren wie Claude (Isabelle de Hertogh), haben ihre Schwächen, ihre Vergangenheit, ihre „Behinderung“ – Dinge, die sie belasten und die ihnen das verwehrt, was gemeinhin als „normales Leben“ gilt.“ Außerdem wird die sensible Erzählung voller Zärtlichkeit und Verständnis hervorgehoben. Oft wird die Schauspielleistung der Hauptdarsteller gelobt.

## Auszeichnungen
- World Film Festival: beliebtester Film 2011
- Europäischer Filmpreis: Publikumspreis 2012